# برازوس بل
برازوس بل (به انگلیسی: Brazos Belle) یک کشتی بود که طول آن ۱۶۰ فوت (۴۹ متر) بود.